# Peperomia richardsonii
Peperomia richardsonii är en pepparväxtart som beskrevs av G.Mathieu. Peperomia richardsonii ingår i släktet peperomior, och familjen pepparväxter. Inga underarter finns listade i Catalogue of Life.